# 刘仁八镇
刘仁八镇，是中华人民共和国湖北省黃石市大冶市下辖的一个乡镇级行政单位。

## 行政区划
刘仁八镇下辖以下地区：
刘仁八村、大庄村、腰村、下纪村、刘桥村、八角亭村、天灯村、三策村、大段村、大董村、陈如海村、刘文武村、张石村、秦垴村、东山村、岩山村、东垅村、金柯村、郑沟村和上纪村。